# Thụy Lệ
Thụy Lệ (giản thể: 瑞丽市, phồn thể: 瑞麗市, bính âm: Ruìlì Shì, tiếng Thái Na: ᥝᥥᥒᥰ ᥛᥫᥒᥰ ᥛᥣᥝᥰ, tiếng Cảnh Pha: Shuili Myu) là một thành phố cấp huyện trực thuộc châu tự trị dân tộc Thái, Cảnh Pha Đức Hoành, tỉnh Vân Nam, Cộng hòa Nhân dân Trung Hoa. 
Năm 2016 thành phố này có 245.000 dân, diện tích 944,75 km², trong đó diện tích khu vực đô thị là 26 km². Tên cũ của Thụy Lệ là Mãnh Mão (勐卯, bính âm: Měngmǎo). Thành phố này giáp Myanmar. Khoảng 42,36% dân số là các dân tộc thiểu số miền núi. Trụ sở chính quyền thành phố đặt tại trấn Mãnh Mão.

## Phân chia hành chính
Gồm 3 trấn, 3 hương.
- Trấn: Mãnh Mão, Uyển Đinh, Lộng Đảo.
- Hương: Tả Tương, Hộ Dục, Mãnh Tú.